# Gare de Gestel
Gare de Gestel – przystanek kolejowy w Gestel, w departamencie Morbihan, w regionie Bretania, we Francji.
Został otwarty w 1863 przez Compagnie du chemin de fer de Paris à Orléans (PO). Jest przystankiem kolejowym Société nationale des chemins de fer français (SNCF), obsługiwanym przez pociągi TER Bretagne kursujące między Brest i Quimper.

## Położenie
Znajduje się na wysokości 47 m n.p.m., na 628,310 km linii Savenay – Landerneau, pomiędzy stacjami Lorient i Quimperlé.